# Varga Valéria
Hadik Béláné Varga Valéria (Törökszentmiklós, 1917. június 6. – Budapest, 2007. december 11.) magyar pedagógus.

## Pályája
Elemi iskoláit Szamosújváron végezte. A nagykárolyi gimnáziumban érettségizett.
Az Országos Nőképző Egyesület Veres Pálné leánygimnáziumához nyert beosztást. 1943-tól tanított latint, honvédelmi ismereteket és mint rendkívüli tárgyat, görög nyelvet.
Ekkor vettek a tanulók először részt mezőgazdasági munkák segítésében. Bevezették a korszerű, ízléses, sötétkék, pöttyös egyenruhát. 1958/59-ben az iskola igazgatása mellett a Pedagógiai Szakszervezet és a Budapesti Területi Bizottság tagja és jegyzője.
Az 1946/47-es tanévben az ifjúsági Vöröskereszt vezetője. 1951–52-ben az UNESCO Magyarországi Nevelési Bizottságának vezetőségi tagja, a budapesti Politechnikai Bizottság tagja és az ELTE nyelvi bizottság vizsgáztatója.
A Veres Pálné Gimnázium nyugdíjas óraadó tanára 1992-től. 1999. november 26-án gyémánt diplomát kapott az ELTE Bölcsésztudományi Kartól.